# Backa
Backa – wieś w Finlandii, w rejonie Uusimaa, w gminie Siuntio.